# لورين أوكونيل
لورين أوكونيل (بالإنجليزية: Lauren O'Connell)‏ هي مغنية مؤلفة أمريكية، ولدت في 10 ديسمبر 1988.

## وصلات خارجية
- الموقع الرسمي
- لورين أوكونيل على موقع IMDb (الإنجليزية)
- لورين أوكونيل على موقع ديسكوغز (الإنجليزية)